# CPLX2

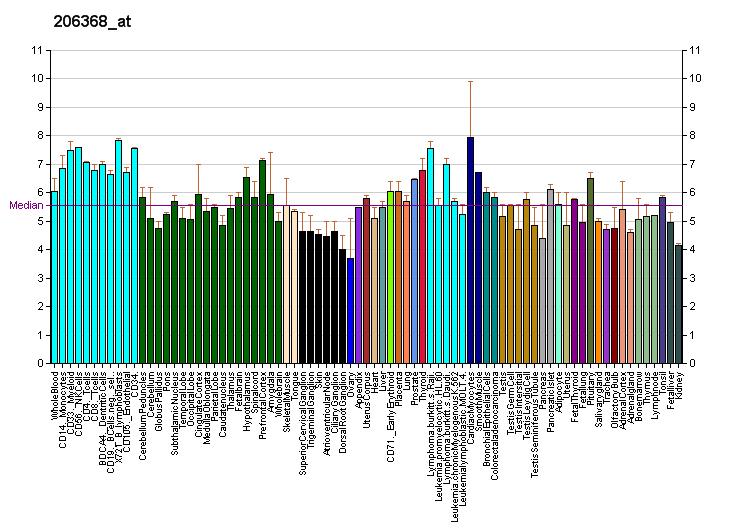
Padrão de expressão gênica do gene CPLX2

A complexina 2 (também conhecida como CPLX2), é uma proteína que em seres humanos é codificada pelo gene CPLX2.
As proteínas codificadas pela família genética complexina/sinapsina são proteínas citosólicas que actuam na exocitose de vesículas sinápticas. Estas proteínas ligam-se à sintaxina, parte do receptor SNAP. O produto proteíco deste gene liga-se ao receptor SNAP, causando a sua disrupção e assim causando a libertação de transmissor. Duas variantes de transcriptos codificando a mesma proteína foram encontradas para este gene.

## Leitura de apoio
- Abe T (2002). «[The mechanism of neurotransmitter release: role of synaphin/complexin in synaptic vesicle exocytosis]». Tanpakushitsu Kakusan Koso. 47 (7): 794–800. PMID 12058476
- Christensen VL, Johnston NP (1978). «Effect of time of day of insemination and the position of the egg in the oviduct on the fertility of turkeys.». Poult. Sci. 56 (2): 458–62. PMID 605033
- Morgans CW, Brandstätter JH, Kellerman J,;  et al. (1996). «A SNARE complex containing syntaxin 3 is present in ribbon synapses of the retina.». J. Neurosci. 16 (21): 6713–21. PMID 8824312
- Harrison PJ, Eastwood SL (1998). «Preferential involvement of excitatory neurons in medial temporal lobe in schizophrenia.». Lancet. 352 (9141): 1669–73. PMID 9853440. doi:10.1016/S0140-6736(98)03341-8
- Ishizuka T, Saisu H; Odani S,;  et al. (1999). «Distinct regional distribution in the brain of messenger RNAs for the two isoforms of synaphin associated with the docking/fusion complex.». Neuroscience. 88 (1): 295–306. PMID 10051208. doi:10.1016/S0306-4522(98)00223-1
- Yamada M, Saisu H; Ishizuka T,;  et al. (1999). «Immunohistochemical distribution of the two isoforms of synaphin/complexin involved in neurotransmitter release: localization at the distinct central nervous system regions and synaptic types.». Neuroscience. 93 (1): 7–18. PMID 10430466. doi:10.1016/S0306-4522(99)00104-9
- Pabst S, Hazzard JW; Antonin W,;  et al. (2000). «Selective interaction of complexin with the neuronal SNARE complex. Determination of the binding regions.». J. Biol. Chem. 275 (26): 19808–18. PMID 10777504. doi:10.1074/jbc.M002571200
- Eastwood SL, Cott; r D, Harrison PJ (2001). «Cerebellar synaptic protein expression in schizophrenia.». Neuroscience. 105 (1): 219–29. PMID 11483314. doi:10.1016/S0306-4522(01)00141-5
- Eastwood SL, Harrison PJ (2001). «Synaptic pathology in the anterior cingulate cortex in schizophrenia and mood disorders. A review and a Western blot study of synaptophysin, GAP-43 and the complexins.». Brain Res. Bull. 55 (5): 569–78. PMID 11576753. doi:10.1016/S0361-9230(01)00530-5
- Pabst S, Margittai M; Vainius D,;  et al. (2002). «Rapid and selective binding to the synaptic SNARE complex suggests a modulatory role of complexins in neuroexocytosis.». J. Biol. Chem. 277 (10): 7838–48. PMID 11751907. doi:10.1074/jbc.M109507200
- Sawada K, Young CE; Barr AM,;  et al. (2002). «Altered immunoreactivity of complexin protein in prefrontal cortex in severe mental illness.». Mol. Psychiatry. 7 (5): 484–92. PMID 12082566. doi:10.1038/sj.mp.4000978
- Hu K, Carroll J; Rickman C, Davletov B (2003). «Action of complexin on SNARE complex.». J. Biol. Chem. 277 (44): 41652–6. PMID 12200427. doi:10.1074/jbc.M205044200
- Strausberg RL, Feingold EA; Grouse LH,;  et al. (2003). «Generation and initial analysis of more than 15,000 full-length human and mouse cDNA sequences.». Proc. Natl. Acad. Sci. U.S.A. 99 (26): 16899–903. PMC 139241. PMID 12477932. doi:10.1073/pnas.242603899
- Edwardson JM, Wang CT; Gong B,;  et al. (2003). «Expression of mutant huntingtin blocks exocytosis in PC12 cells by depletion of complexin II.». J. Biol. Chem. 278 (33): 30849–53. PMID 12807877. doi:10.1074/jbc.M304615200
- Ota T, Suzuki Y; Nishikawa T,;  et al. (2004). «Complete sequencing and characterization of 21,243 full-length human cDNAs.». Nat. Genet. 36 (1): 40–5. PMID 14702039. doi:10.1038/ng1285
- Gerhard DS, Wagner L; Feingold EA,;  et al. (2004). «The status, quality, and expansion of the NIH full-length cDNA project: the Mammalian Gene Collection (MGC).». Genome Res. 14 (10B): 2121–7. PMC 528928. PMID 15489334. doi:10.1101/gr.2596504
- Eastwood SL, Harrison PJ (2005). «Decreased expression of vesicular glutamate transporter 1 and complexin II mRNAs in schizophrenia: further evidence for a synaptic pathology affecting glutamate neurons.». Schizophr. Res. 73 (2-3): 159–72. PMID 15653259. doi:10.1016/j.schres.2004.05.010
- DiProspero NA, Chen EY; Charles V,;  et al. (2005). «Early changes in Huntington's disease patient brains involve alterations in cytoskeletal and synaptic elements.». J. Neurocytol. 33 (5): 517–33. PMID 15906159. doi:10.1007/s11068-004-0514-8